# Kinhal, Koppal
Kinhal là một làng thuộc tehsil Koppal, huyện Koppal, bang Karnataka, Ấn Độ.